# Fjodor I. (Russland)

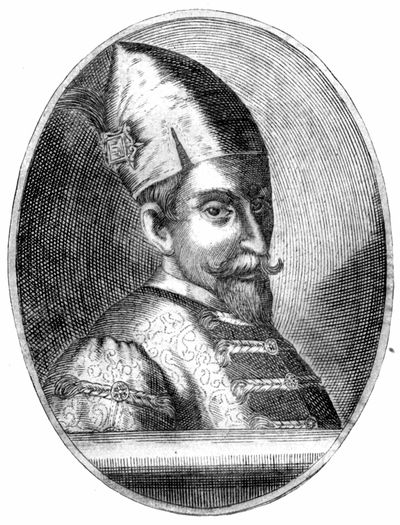
Fjodor I.

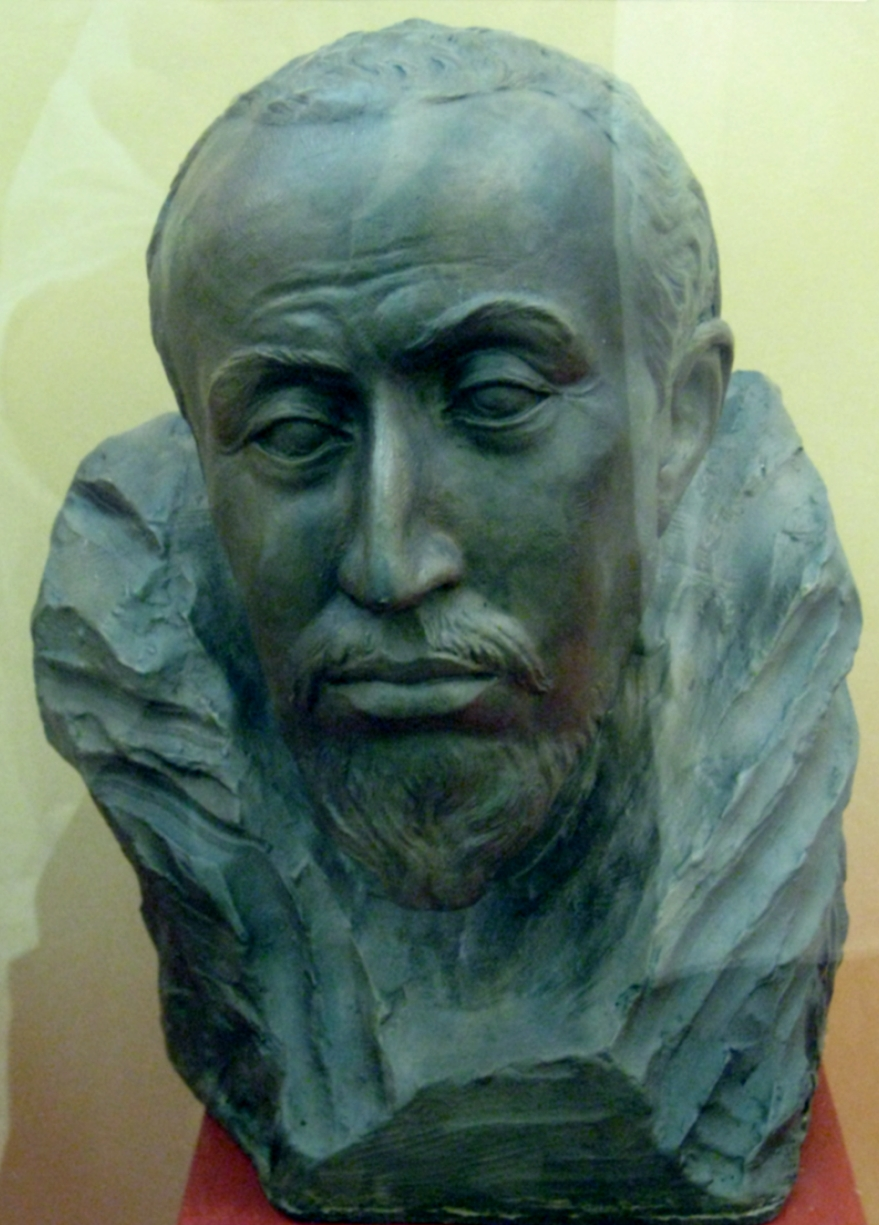
Fjodor I. Forensische Gesichtsrekonstruktion von Michail Gerasimow 1963.

Fjodor I. (russisch Фёдор I Иоаннович / Fjodor Iwanowitsch; * 31. Mai 1557 in Moskau; † 7. Januarjul. / 17. Januar 1598greg. ebenda) war Zar von Russland von 1584 bis 1598. Er war der dritte Sohn von Iwan IV. von Russland und dessen erster Gemahlin Anastassija Romanowna Sacharjina.

## Leben
Fjodor war wenig an Politik interessiert und während seiner gesamten Herrschaft nur eine Marionette. Von seinem Vater und seinen Beratern wurde er zweimal (1573/74 und 1587) als Kandidat für den polnischen Thron aufgestellt, jedoch jedes Mal ohne Erfolg. Die Interpretation, dass er geistig zurückgeblieben war, ist heute in der Geschichtsforschung umstritten.
Die ersten Jahre seiner Regierung standen im Zeichen scharfer Auseinandersetzungen bei Hofe sowie des Wirkens eines Regentschaftsrates, den noch Iwan IV. kurz vor seinem Tode eingerichtet hatte und der aus fünf Persönlichkeiten bestand:
- Fürst Fjodor Iwanowitsch Mstislawski
- Fürst Iwan Petrowitsch Schuiski
- Fürst Nikita Romanowitsch Jurjew-Romanow
- Boris Godunow
- Fürst Bogdan Jakowlewitsch Belski

Der zweijährige Halbbruder des Herrschers, Dmitri Iwanowitsch (* 1582), der Sohn Iwans IV. mit Marija Fjodorowna Nagaja, wurde im Mai 1584 nach Uglitsch verbannt. Boris Godunow wurde 1587 durch Heirat seiner Schwester mit dem Zaren dessen Schwager.
Fjodors einziges Kind starb schon als Säugling. Damit endete mit seinem Tod die Dynastie der Rurikiden.

## Innen- und Außenpolitik
Die gesamte Regierungszeit Fjodors war durch einen ökonomischen Niedergang sowie durch Krisenerscheinungen gekennzeichnet, die im Gefolge der Niederlagen, die das Zarenreich in der Endphase des Livländischen Kriegs erlitten hatte, immer stärker hervortraten. Durch den Erlass von Gesetzen gegen die einsetzende Landflucht wurde die soziale Lage der unteren Volksschichten weiter verschärft.
Im Unterschied hierzu konnten außenpolitische Erfolge errungen werden. So fand der fünf Jahre währende Russisch-Schwedische Krieg 1595 durch den Frieden von Täysinä (Teusina) ein Ende. Russland erkannte den schwedischen Besitz Estlands und Narwas an, gewann aber mit Jam, Koporje und Iwangorod wichtige Positionen am Finnischen Meerbusen zurück, ebenso auf der Karelischen Landenge (Kexholm). Gleichzeitig gelang es, in Sibirien weitere Gebiete zu erschließen und die russische Herrschaft auch auf Regionen im nördlichen Kaukasus auszudehnen.
In den folgenden Jahren kam es zu einer neuen Verschärfung in den Beziehungen Russlands zu Polen, Schweden, dem Krimkhanat und zum Osmanischen Reich. Innenpolitisch bahnten sich soziale Auseinandersetzungen an, die zu Beginn des 17. Jahrhunderts mit großer Wucht ausbrechen sollten.

## Familie
1580 heiratete er Irina Godunowa, Schwester des nachfolgenden Zaren Boris Godunow. Aus der Verbindung ging die im Säuglingsalter verstorbene Tochter Feodossija (* 14. Juni 1592; † 1593) hervor.